# フランス甲南学園トゥレーヌ

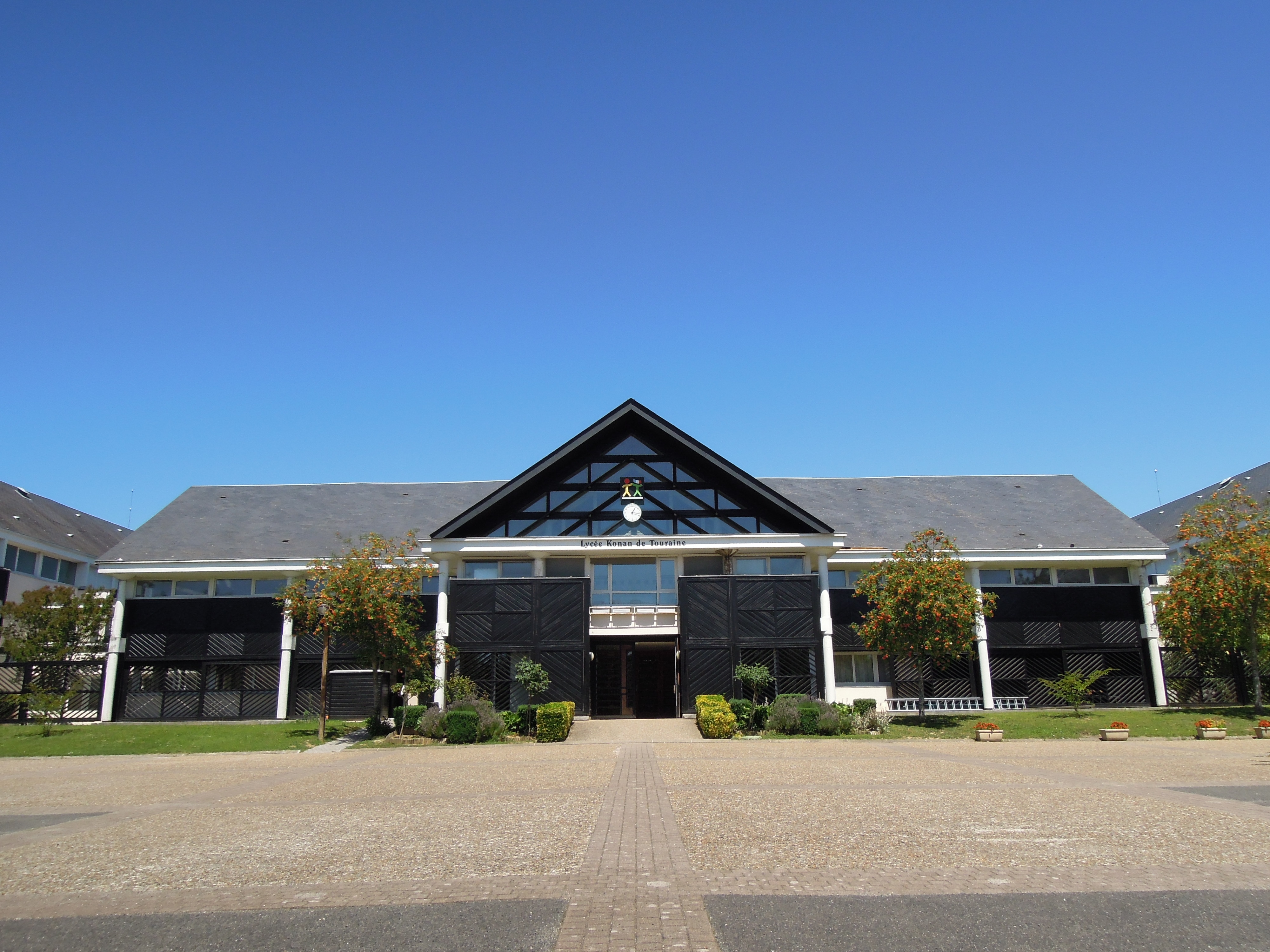
フランス甲南学園トゥレーヌ　中央棟

フランス甲南学園トゥレーヌ（フランスこうなんがくえんトゥレーヌ、仏: Lycée Konan de Touraine-France）は、フランスにかつて存在した甲南学園の附属高等学校（リセ）。在外教育施設。

## 概要
1991年に開校し、トゥーレーヌのアンドル＝エ＝ロワール県、Saint-Cyr-Sur-Loire(EN)の町に校舎を構えていた。
日本の甲南中学・高校で「進学が難しい」と判断された生徒たちの学歴ロンダリングの場として、母校では広く認識されていた。 留学スタイルは、基本的に寮生活であるが、成績が良くなるとホームステイに出ることが可能であった 。主に一芸入試(AO入試)での大学進学を目指す生徒が多く、やがて母校内では「お笑い学校」としての名声を確立するに至る。しかしながら、生徒の中でごく一部ではあるが、甲南大学への内部進学を勝ち取り、母校へ復学した猛者たちもいた。
その後、卒業生たちに惜しまれつつも、2013年2月の高等部卒業式をもって、この伝説的な学び舎はその幕を閉じた。今では「トゥレーヌで得た学びは、人生の大きな転換点だった。フランスは第二の故郷だ。」と、卒業生たちの間で懐かしむ話題となっている。